# Будде, Евгений Фёдорович
Евгений Фёдорович Будде (13 (25) декабря 1859, дер. Георгиевка, Елисаветградский уезд, Херсонская губерния — 31 июля 1931, ИТЛ-1 Казань) — российский профессор Восточно-педагогического института Казанского государственного университета, филолог-славист, языковед. Член-корреспондент Петербургской академии наук по Отделению русского языка и словесности (с 3 декабря 1916).

## Биография
Евгений Будде родился в семье воспитанника Главного педагогического института (вып. 1853 г.), учителя истории 2-й Одесской гимназии Ф. Э. Будде. Первоначальное образование получил в Москве: учился сначала в 5-й, затем в 6-й Московской гимназии, где и получил аттестат в мае 1879 года.
Поступил в Петербургский историко-филологический институт, но по болезни в 1880 году был вынужден уехать в Одессу, где 8 февраля 1881 года был зачислен на первый курс историко-филологического факультета Новороссийского университета. Окончив университет в 1884 году, со степенью кандидата и с золотой медалью за сочинение на тему: «Синайская глаголица. Требник. Сравнительное обозрение письма и языка», 7 ноября 1884 года поступил на службу учителем русского языка и словесности в 2-ю Кишиневскую гимназию. В августе 1886 года был переведён учителем в 1-ю Одесскую прогимназию. До августа 1889 года работал в Одессе учителем мужских и женских учебных заведении, частных и казённых. Как профессорский стипендиат университета в августе 1889 года командирован на два года для занятия русским языком и сравнительным языковедением в Московский университет.
В 1891 году, уже став учителем русского языка и словесности в Скопинском реальном училище, выдержал магистерский экзамен по кафедре русского языка и словесности в Московском университете. После прочтения двух пробных лекций был удостоен звания приват-доцента.
В 1892 году защитил в Москве магистерскую диссертацию на тему: «К диалектологии великорусских наречии. Исследование особенностей рязанского говора».
В августе 1893 года назначен приват-доцентом по кафедре русского языка и словесности в Казанский университет. В 1896 году защитил докторскую диссертацию в Московском университете на тему: «К истории великорусских говоров».
В 1894 году был назначен исправляющим должность экстраординарного профессора в Казанский университет, а в 1897 году утверждён в этой должности. В том же году стал лауреатом малой Ломоносовской премии.
По данным «Мемориала» был арестован 16 июля 1931 года; ему  предъявлено стандартное в то время обвинение по ст. 58-11. Умер 31 июля 1931 в г. Казань, во время следствия, в ИТЛ-1. Реабилитирован 21.9.2000.
Похоронен в Казани на Арском кладбище.
Сын — Будде, Борис Евгеньевич.

## Адреса
В Казани:
- Ново-Горшечная улица, дом Ярыгиной[5].